# История хирургии
История медицины и хирургии — область изучения одной из самых древних наук в истории человечества. Первые эмпирические опыты инвазивного лечения заболеваний, ранений и ожогов были сделаны человеком за много тысячелетий до нашей эры. Неустанно накапливая опыт предыдущих поколений, человечество совершенствовало методы лечения хирургического профиля.

## Доисторический период

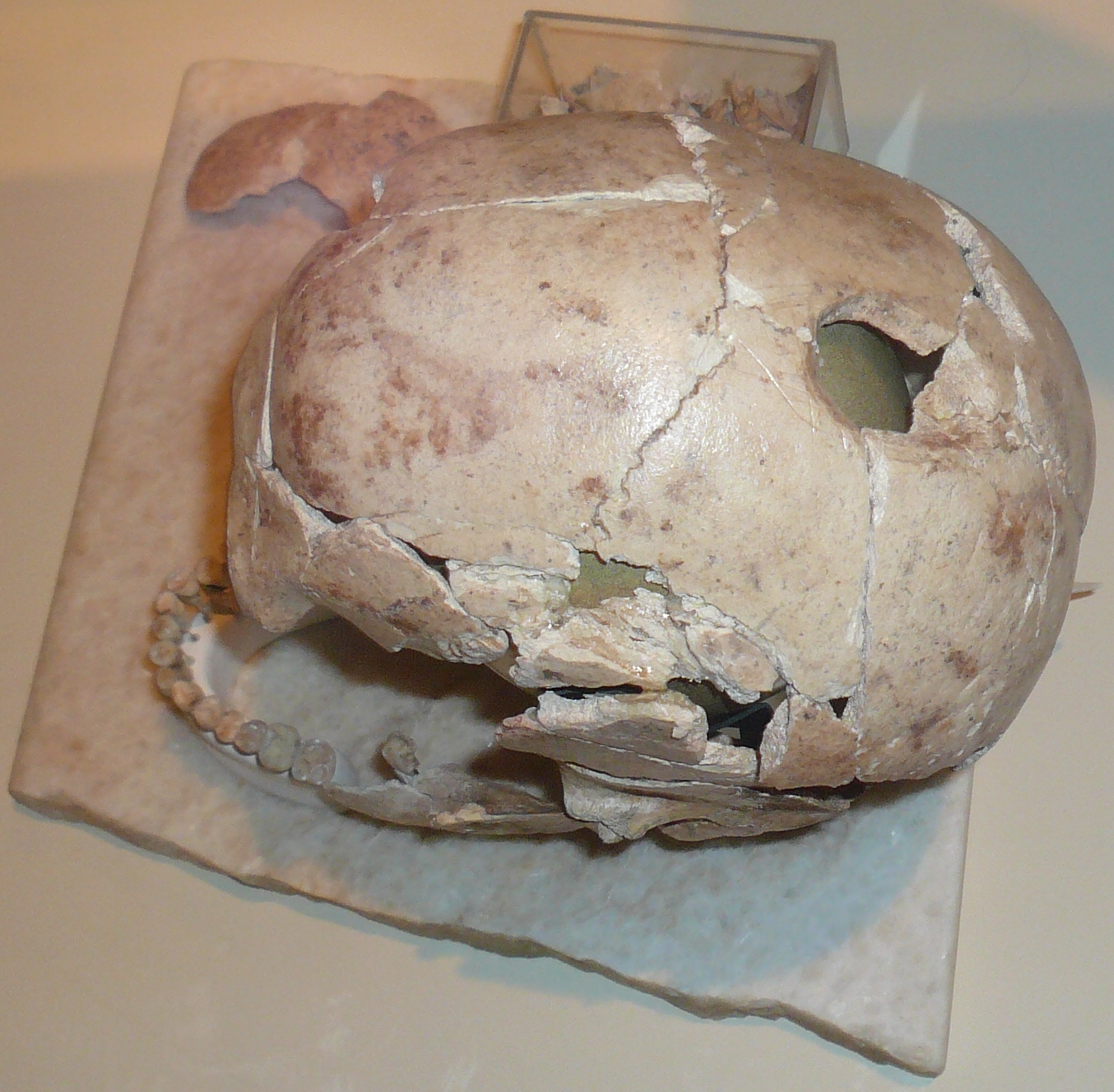
Череп периода энеолита со следами трепанации, найденный в местечке Чалагантепе (Агдамский район). 5-е тысячелетие до н. э. Музей истории Азербайджана (Баку)

В 2022 году была опубликована работа о сделанной около 31 000 лет назад ампутации ноги у человека, останки которого были найдены на Борнео. Пациент выжил и прожил ещё 6-9 лет.
Техника трепанации черепа появилась как минимум 7 000 лет назад. Если в каменном веке после этой операции умирало больше половины пациентов, то в бронзовом — уже меньше 20 %.

## Древний мир

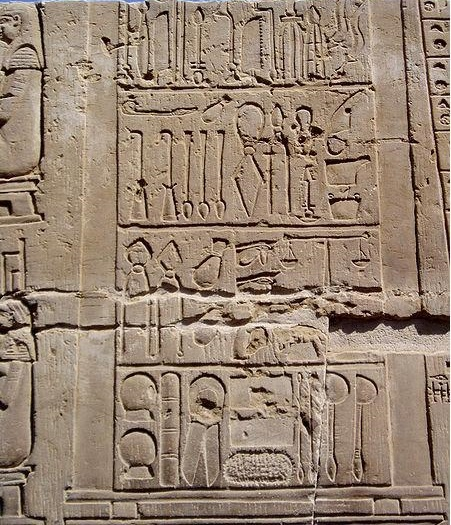
Изображение древнеегипетских медицинских инструментов на стене в храме Ком-Омбо в Египте (331—304 годы до н. э.)

По данным археологических раскопок ещё в VI—VII тысячелетиях до н. э. в разных странах выполнялись такие операции, как трепанация черепа, удаление камней из мочевого пузыря, наложение шин при переломах конечностей. К этому времени относятся найденные костные и мумифицированные останки древних людей с признаками медицинских манипуляций. По повреждениям можно судить о том, что наши предки умели останавливать кровотечения с помощью наложения тугих повязок, заливания ран горячим маслом и засыпания их золой. Древние врачи производили ампутацию конечностей, кастрацию. Для перевязок использовали подручный материал: сухие листья и мох.
Более подробные сведения о хирургии относятся уже к III—II тысячелетию до н. э. и содержатся письменных источниках, найденных на территории Египта, Китая и Индии. Наиболее известными из них являются древнеегипетские папирусы Смита и Эберса. Папирус Смита, датируемый XVI в. до н. э., целиком посвящен хирургии. Авторство этого текста приписывается древнеегипетскому архитектору и естествоиспытателю Имхотепу, верховному жрецу Ра в Гелиополе, который позже был обожествлен и почитался в качестве бога врачевания. Имхотеп считается основателем египетской медицины, и возможно именно он является автором текста, который датируется 3000-2500 гг. до н. э., и к которому несколько веков спустя были добавлены пояснения и примечания.

## Вторая половина XIX века
Появление антисептики (Джозеф Листер, 1867) и асептики (Эрнст фон Бергманн, 1890). В этот период рождается множество новых хирургических доступов, открывших возможность выполнения новых операций: холецистэктомия (1892), отработаны методы дренирования брюшной полости, …

## Первая половина XX века
Период можно охарактеризовать как «конвейеризация» хирургии: массовое появление специализированных хирургических клиник широкого профиля, например Клиника Мэйо и Кливлендская клиника в США.

## Вторая половина XX века — начало XXI века
Эпоха отмечена внедрением достижений научно-технического прогресса в клиническую практику практической хирургии. Использование новых материалов (сплавы, пластики, композиционные материалы), новых методов диагностики (МРТ, компьютерная томография) и хирургического доступа (лапароскопия) привели к радикальному снижению смертности на операционном столе, и послеоперационных осложнений.
Новые шовные материалы для соединения сосудов и появление иммуносупрессоров сделали возможным трансплантологию (В. П. Демихов, 1960).